# The Bishop's Emeralds
The Bishop's Emeralds est un film américain réalisé par John B. O'Brien et sorti en 1919.
Pour plus de détails, voir Fiche technique et Distribution.

## Fiche technique
- Réalisation : John B. O'Brien
- Scénario : d'après le roman The Bishop's Emeralds de Houghton Townley
- Producteur : Louis B. Mayer
- Production : Virginia Pearson Productions
- Photographie : Lawrence Williams
- Distributeur : Pathé Exchange
- Durée : 6 bobines
- Date de sortie : 8 juin 1919

## Distribution

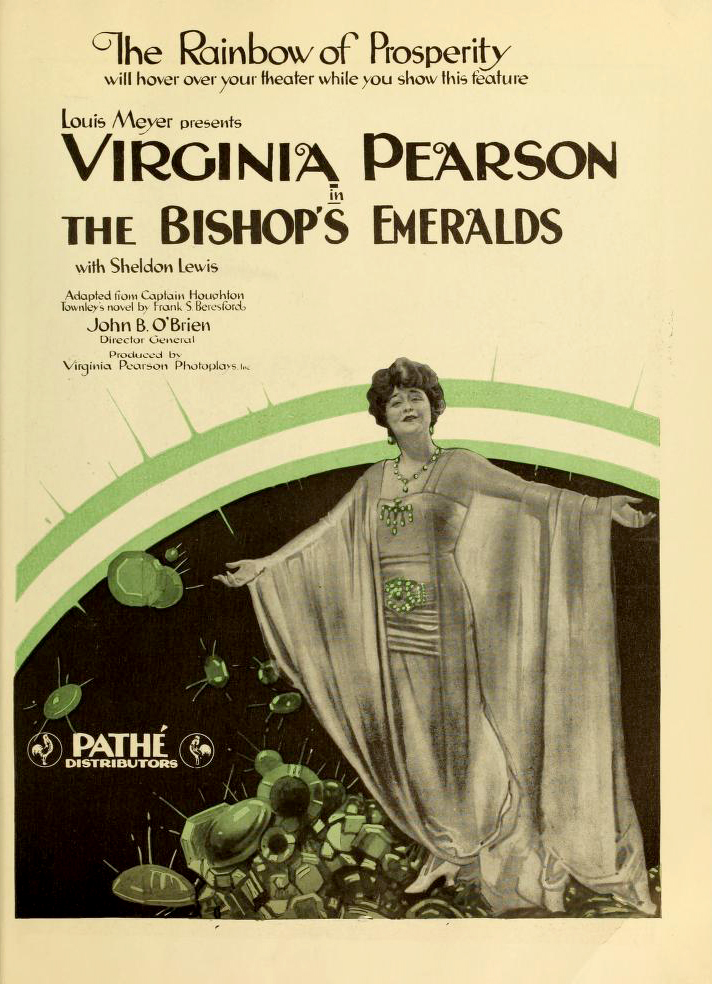
Publicité pour le film dans Moving Picture World.

- Virginia Pearson : Hester, Lady Cardew
- Sheldon Lewis : Richard Bannister
- Robert Broderick : Lord John Cardew, évêque de Ripley
- Frank Kingsley : Jack Cardew, his son
- Lucy Fox : Mabel Bannister
- Marcia Harris : Caroline Cardew
- Walter Newman : Voss, valet de Bannister